# Warez

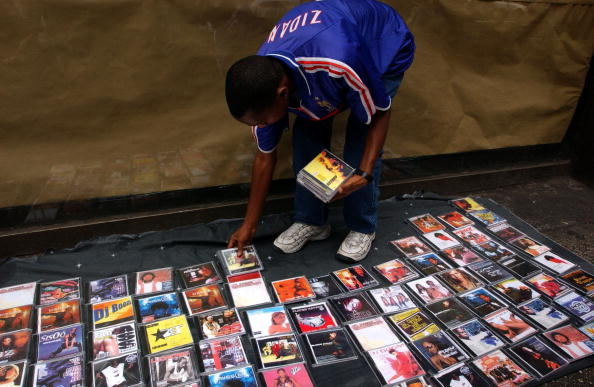
Verkoop van illegale producten op straat.

Warez is de verzamelnaam voor auteursrechtelijk beschermd werk dat illegaal wordt verspreid, vaak kosteloos. Meestal betreft het inhoud die op het internet illegaal aangeboden wordt. Op de websites waarop warez aangeboden worden, kunnen programma's gedownload worden. Vaak met een crack, bijvoorbeeld een serienummer dat kan worden gebruikt om het programma te installeren. De Warezscene is de verzamelnaam voor de groep personen die hiermee actief bezig zijn.
De opkomst van videodiensten zoals Netflix en online verbonden software (SaaS) heeft geleid tot een verminderde populariteit van Warez-sites.

## Naam
De term is een afkorting van software, maar dan in meervoud. In het jargon dat door de insiders gebruikt wordt, vervangt men vaak de "s" door een "z". Later is de term uitgegroeid tot een begrip binnen de massamedia.

## Geschiedenis
Illegale handel in software bestaat al sinds commerciële software aangeboden wordt. Bij warez gaat het vaak over gekraakte versies van software die daardoor gratis gebruikt kunnen worden. Voorheen werden vaak floppy’s met gekraakte software verspreid via de post. Dit werd ook wel mail trading genoemd. Tegenwoordig wordt de meeste software online verhandeld of aangeboden.
De verspreiding van warez kwam vooral op gang in de jaren negentig van de 20e eeuw, toen computers steeds populairder werden. Naarmate meer mensen computers gingen gebruiken, nam de cybermisdaad toe. Ook steeds snellere internetverbindingen hebben bijgedragen aan de opmars van warez. Midden jaren negentig duurde het downloaden van een 200 MB bestand vaak nog langer dan een dag. Sinds de komst van breedbandinternet gaat het downloaden een stuk sneller.

## Typen warez
De content die via warez wordt verspreid kan bestaan uit films, videospellen en software. De bekendste soorten warez zijn:
- 0-day-warez: auteursrechtelijk beschermd werk dat op dezelfde dag als het originele product wordt uitgebracht, of zelfs kort ervoor. Het gaat hier vaak om kleine programmaatjes.[1]
- Apps - applicaties
- Cracks – een gekraakte versie van software. Vaak betreft het hier testversies die zijn aangepast waardoor ze onbeperkt bruikbaar blijven. Met cracks worden ook kleine programma's aangeduid waarmee legaal uitgegeven demoversies 'gekraakt' kunnen worden.
- Games – computerspellen. Hier zijn twee groepen bij te onderscheiden:
  - Iso: dit zijn cd-imagebestanden. Deze bestaan uit een kopie van de originele installatie-cd. Hiervoor is vaak nog een crack nodig die de kopieerbeveiliging omzeilt. Deze wordt vaak door de release-group in de cd-image geplaatst. Een variant op de isoz zijn de clones, kopieën van de cd waarop de beveiliging meegekopieerd wordt.
  - Rips – gekraakte spellen waarvoor doorgaans geen codes of installaties nodig zijn. Wel zijn deze spellen sterk verkleind ten opzichte van de originele versie door bijvoorbeeld geluidsfragmenten of filmpjes weg te laten.[2]
- Movies – Films: Films worden vaak (gratis) aangeboden, meestal nog voor ze op dvd zijn verschenen, of zelfs nog voor de bioscooppremière. Er zijn verschillende types:
  - Zeer recente films worden vrijwel altijd met een camera (een zogenaamde CAM-versie) opgenomen in de bioscoop, minder recente films verschijnen ook als dvd-rip of zelfs in dvd-formaat. Dvd-rips en cam-opnamen verschijnen meestal in DivX- of Xvid-formaat.
  - Een DVDscreener (DVDSCR) is een dvd-rip van een dvd die voor de pers, een jury of andere promotiedoeleinden bedoeld was. Vaak bevatten deze terugkerende boodschappen door het beeld heen, dat de schijf eigendom van de filmmaatschappij is. Soms worden er ook delen in zwart-wit getoond.
  - Er bestaat ook nog zoiets als een VHSscreener (SCREENER) dit is hetzelfde principe als een DVDscreener, alleen is de bron dan een VHS-tape (deze komt niet zo vaak meer voor).
  - Een Telesync (TS) een cam-opname, maar met een externe audiobron. Vaak wordt er gebruikgemaakt van het geluid waar slechthorenden hun koptelefoon op aan kunnen sluiten.
  - Bij een Telecine (TC) is er een directe rip gemaakt van de originele filmrol. In theorie kan hier de hoogste kwaliteit geluid en beeld behaald worden (met uitzondering van DVD-rips). Echter door de apparatuur en de kosten die hier voor nodig zijn om een goede rip te maken, komen ze relatief weinig voor.
  - Een Workprint (WP) is een versie van een film van vóór het eind van het montageproces, die op een of andere manier is uitgelekt. De Workprint komt nog minder vaak voor, omdat er net zo als bij de TC veel apparatuur en geld mee gemoeid is, en er zijn maar echt een paar mensen die bij deze bron (de onafgewerkte film) kunnen komen.
  - Een relatief nieuw formaat is de R5.[bron?] R5 verwijst naar Regiocode 5, die wordt toegepast bij dvd's. Een R5 heeft ongeveer dezelfde kwaliteit als een DVDScreener. Een R5 wordt heel snel na het verschijnen van een film in de bioscoop in Rusland op de markt gebracht om de piraterij daar in te dammen. Er wordt door de filmstudio (met opzet) weinig gesleuteld aan de kwaliteit. Er kunnen dus nog fouten in zitten die rechtstreeks zijn overgenomen van de filmrol.
  - Daarnaast bestaat er sinds kort[bron?] ook nog zoiets als DDC (Digital Distribution Copy), dit is een versie die verspreid wordt onder vertalers etc., deze zijn over het algemeen van redelijk hoge kwaliteit, vergelijkbaar met R5. En BR2DVD is van Bluray geript naar dvd-formaat. De kwaliteit van CAMs, TS, TC's en Workprints, SCREENER kan sterk verschillen. Dit heeft te maken met de apparatuur die gebruikt wordt.
  - Een rijtje van slecht naar goed (mits de beste apparatuur wordt gebruikt) is ongeveer zo: CAM - Telesync - VHSScreener - Telecine - DVDScreener / R5 / Workprint - DVDRip - BluRayrip.
- Portable – gelijk aan rip, maar dan gemaakt zodat het programma gedraaid kan worden, zonder geïnstalleerd te worden (standalone).
- E-books – digitale versies van boeken en strips.
- Scripts - Scripttaal: dit omvat illegale commerciële scripts zoals vBulletin, Invision Power Board, etc.
- Templates – illegale versies van templates voor commerciële websites.

## Nadelen van warez
Het uploaden en verspreiden van door copyright beschermd materiaal is strafbaar. De straf die op het verspreiden van warez staat verschilt sterk per land. Warez-sites worden meer en meer vervolgd. Veel internetproviders staan geen warez-sites toe. Alternatieven zoals peer-to-peer-netwerken (BitTorrent), Usenet-nieuwsgroepen en IRC-kanalen vormen daarom steeds belangrijkere alternatieven.
Daarnaast bevatten de Warez-sites ook vaak virussen en Spyware/malware.